# ميجيك
ميجيك هي جماعة قروية في إقليم وادي الذهب بجهة الداخلة وادي الذهب، في الأقاليم الجنوبية المغربية. يحدها من الشرق والجنوب الجمهورية الإسلامية الموريتانية، ومن الغرب جماعتي أم ادريكة و اكليبات الفولة.
تقع ميجيك خارج الجدار الرملي، وتتوفر على مركز للمراقبة به جنود أجانب تابعين لبعثة المينورسو (الأمم المتحدة).

## السكان
لم يُحدد الإحصاء العام للسكان والسكنى لسنة 2014، الذي تصدره المندوبية السامية للتخطيط، عدد سُكان جماعة ميجيك، ويرجع ذلك لكون غالبية ساكنة الجماعة من الرُحل مما يصعب إحصاؤهم لكثرة تنقلاتهم، أو لعدم تواجدهم في المناطق التابعة للجماعة وقت الإحصاء. غير أنه حسب التقرير السنوي للمجلس الأعلى للحسابات برسم سنتي 2016-2017، يخص مراقبة تسيير جماعة ميجيك، فقد أشار هذا التقرير إلى تواجد 623 نسمة في جماعة ميجيك، سنة 2016.
ويشير آخر إحصاء تم إنجازه، وهو الإحصاء العام للسكان والسكنى لسنة 2024، إلى وجود 646 نسمة في ميجيك، كما يشير نفس الإحصاء إلى أن أغلب السكان من الرحل.